# Josef Čtyřoký
Josef Čtyřoký (Černošice, 30 de setembro de 1906 - 11 de janeiro de 1985) foi um futebolista checo que atuava como defensor.

## Carreira
Josef Čtyřoký fez parte do elenco da Seleção Checoslovaca de Futebol, na Copa de 1934, atuando em quatro partidas. 

## Títulos
- Copa do Mundo: Vice - 1934